# 심성택
심성택( 1927년 5월 22일 (음) ~ 2012년 11월 21일)은 대한민국 관선 시대 기초단체장이었다.

## 생애
- 전라북도 상공국장
- 1978년 1월 19일 ~ 1979년 5월 16일 제25대 전라북도 남원군수[1]
- 1979년 5월 17일 ~ 1980년 7월 27일 제 26대 전라북도 옥구군수[2]
- 1980년 7월 28일 ~ 1981년 6월 30일 제28대 전라북도 정읍군수[3]
- 1981년 7월 1일 ~ 1984년 10월 23일 제1대 전라북도 남원시장[4]
- 동진농지개량조합장
- 청송심씨대종회 고문